# 五所川原テレビ中継局
五所川原テレビ中継局（ごしょがわらテレビちゅうけいきょく）は、青森県五所川原市に置かれていたテレビ中継局。

## 放送送信設備

### 地上アナログテレビ放送送信設備

#### 初代（ - 1982年8月27日）
| チャンネル 番号 | 放送局名     | 空中線電力 （映像/音声） | ERP （映像/音声） | 偏波面   | 放送対象地域 | 放送区域 内世帯数 | 運用開始日      |
| --------------- | ------------ | ------------------------ | ----------------- | -------- | ------------ | ----------------- | --------------- |
| 44              | RAB 青森放送 | 30W/7.5W                 | -                 | 水平偏波 | 青森県       | -                 | 1969年 10月12日 |
| 46              | NHK 青森総合 | 30W/7.5W                 | -                 | 水平偏波 | 青森県       | -                 | 1969年 10月10日 |
| 48              | NHK 青森教育 | 30W/7.5W                 | -                 | 水平偏波 | 全国         | -                 | 1969年 10月10日 |

- 所在地： 五所川原市石岡字藤巻[1][出典無効]
- 五所川原中継局（2代目）の開局に伴い、1982年8月27日にすべて廃止された[3]。

#### 2代目（ - 2011年7月24日）
| チャンネル 番号 | 放送局名     | 空中線電力 （映像/音声） | ERP （映像/音声） | 偏波面   | 放送対象地域 | 放送区域 内世帯数 | 運用開始日    |
| --------------- | ------------ | ------------------------ | ----------------- | -------- | ------------ | ----------------- | ------------- |
| 44              | RAB 青森放送 | 2kW/500W                 | 51kW/13kW         | 水平偏波 | 青森県       | 約5万世帯         | 1982年 8月7日 |
| 46              | NHK 青森総合 | 2kW/500W                 | 51kW/13kW         | 水平偏波 | 青森県       | 約5万世帯         | 1982年 8月7日 |
| 48              | NHK 青森教育 | 2kW/500W                 | 51kW/13kW         | 水平偏波 | 全国         | 約5万世帯         | 1982年 8月7日 |

- 所在地： 五所川原市松野木字中洲川山[6] 受信所は山頂付近、送信所は西側斜面に置かれていた[7]。
- 当中継局の開局により、五所川原（初代）、出来島、相内、脇元、金木、鰺ヶ沢、十三湖の7局が廃止された[3]。
- 2011年7月24日をもってすべて廃止された。なお、青森テレビと青森朝日放送にはチャンネルが割り当てられていなかった。
- デジタルテレビ放送については、青森本局、鰺ヶ沢中村局、大戸瀬局によるカバーとなった[8]。